# Liohippelates brevistylus
Liohippelates brevistylus är en tvåvingeart som först beskrevs av Malloch 1934.  Liohippelates brevistylus ingår i släktet Liohippelates och familjen fritflugor. Inga underarter finns listade i Catalogue of Life.